# Eliza Doolittle
Eliza Doolittle, nome d'arte di Eliza Sophie Caird (Westminster, 15 aprile 1988), è una cantante britannica.

## Biografia
È nata a Westminster, un quartiere di Londra. Ha frequentato la scuola elementare a Belsize Park e la scuola media a Highgate. È la figlia di John Caird, un regista teatrale, e Frances Ruffelle, cantante e attrice.
Il suo primo lavoro musicale è stato un EP omonimo pubblicato il 29 novembre 2009, che include quattro brani. Ha inoltre cantato dal vivo alcune sue canzoni al Jazz Cafe di Notting Hill e ha accompagnato gli Alphabeat e Jamie Cullum nei loro tour.
In seguito a questa esperienza ha firmato un contratto con l'etichetta discografica Parlophone, per la quale ha pubblicato il suo album di debutto, anch'esso intitolato Eliza Doolittle, uscito il 12 luglio 2010. Il disco è stato anticipato dal primo singolo, Skinny Genes, uscito il 12 aprile 2010, seguito da Pack Up, pubblicato il 5 luglio 2010, che ha raggiunto la quinta posizione della classifica britannica e con il quale si è fatta conoscere oltre i confini del Regno Unito, ottenendo un buon successo. Dopo la buona accoglienza riservata a questo singolo, il primo brano lanciato sul mercato britannico, Skinny Genes, è stato diffuso nel resto dell'Europa.
La promozione dell'album è poi proseguita con la pubblicazione in autunno di Rollerblades, dal successo solo discreto in Regno Unito, e di Mr Medicine nei primi mesi del 2011.
Il 7 giugno 2013 ha presentato alle radio britanniche il suo nuovo singolo intitolato Big When I Was Little, che è stato pubblicato a luglio 2013. Il brano è il primo singolo dal suo secondo album in studio, In Your Hands. Il 17 giugno 2013 è stato pubblicato il video per il singolo sul suo canale YouTube. Nello stesso periodo ha inoltre collaborato con il dj Wookie per il brano The Hype, mentre lo stesso produttore ha remixato il suo brano Walking on Water.

## Discografia

### Album
| Anno | Dettagli                                                                                                   | Posizioni massime | Posizioni massime | Vendite e certificazioni          |
| Anno | Dettagli                                                                                                   | UK                | IRE               | Vendite e certificazioni          |
| ---- | --- | ----------------- | ----------------- | --------------------------------- |
| 2010 | Eliza Doolittle - Pubblicato: 12 luglio 2010 - Etichetta: Parlophone - Formati: CD, download digitale      | 3                 | 10                | - UK: Disco di platino (300.000+) |
| 2013 | In Your Hands - Pubblicato: 14 ottobre 2013 - Etichetta: Parlophone - Formati:                             | 25                | 71                |                                   |
| 2018 | A Real Romantic - Pubblicato: 12 dicembre 2018 - Etichetta: Eliza - Formati: Digital download, streaming   |                   |                   |                                   |
| 2022 | A Sky Without Stars - Pubblicato: 16 settembre 2022 - Etichetta: Eliza - Formati: Digital download, CD, LP |                   |                   |                                   |

### EP
| Anno | Dettagli                                                                                                |
| ---- | --- |
| 2009 | Eliza Doolittle - Pubblicato: 29 novembre 2009 - Etichetta: Parlophone - Formati: CD, download digitale |

### Singoli
| Anno | Titolo                  | Posizioni massime | Posizioni massime | Posizioni massime | Posizioni massime | Posizioni massime | Posizioni massime | Album               |
| Anno | Titolo                  | UK                | IRL               | NL                | BEL (Fla)         | BEL (Val)         | POL               | Album               |
| ---- | ----------------------- | ----------------- | ----------------- | ----------------- | ----------------- | ----------------- | ----------------- | ------------------- |
| 2010 | Skinny Genes            | 22                | 19                | —                 | —                 | —                 | 4                 | Eliza Doolittle     |
| 2010 | Pack Up                 | 5                 | 6                 | 19                | 10                | 37                | —                 | Eliza Doolittle     |
| 2010 | Rollerblades            | 58                | —                 | —                 | —                 | —                 | —                 | Eliza Doolittle     |
| 2011 | Mr Medicine             | 130               | —                 | —                 | —                 | —                 | —                 | Eliza Doolittle     |
| 2013 | Big When I Was Little   | 12                | —                 | —                 | —                 | —                 | —                 | In Your Hands       |
| 2013 | Let It Rain             | —                 | —                 | —                 | —                 | —                 | —                 | In Your Hands       |
| 2013 | Walking on Water        | —                 | —                 | —                 | —                 | —                 | —                 | In Your Hands       |
| 2017 | Wide Eyed Fool          | —                 | —                 | —                 | —                 | —                 | —                 | A Real Romantic     |
| 2017 | Wasn't Looking          | —                 | —                 | —                 | —                 | —                 | —                 | A Real Romantic     |
| 2018 | Livid                   | —                 | —                 | —                 | —                 | —                 | —                 | A Real Romantic     |
| 2018 | Alone and Afraid        | —                 | —                 | —                 | —                 | —                 | —                 | A Real Romantic     |
| 2018 | All Night               | —                 | —                 | —                 | —                 | —                 | —                 | A Real Romantic     |
| 2022 | Straight Talker         | —                 | —                 | —                 | —                 | —                 | —                 | A Sky Without Stars |
| 2022 | Heath of the Moon       | —                 | —                 | —                 | —                 | —                 | —                 | A Sky Without Stars |
| 2022 | Everywhere I'll Ever BE | —                 | —                 | —                 | —                 | —                 | —                 | A Sky Without Stars |